# François Guizot

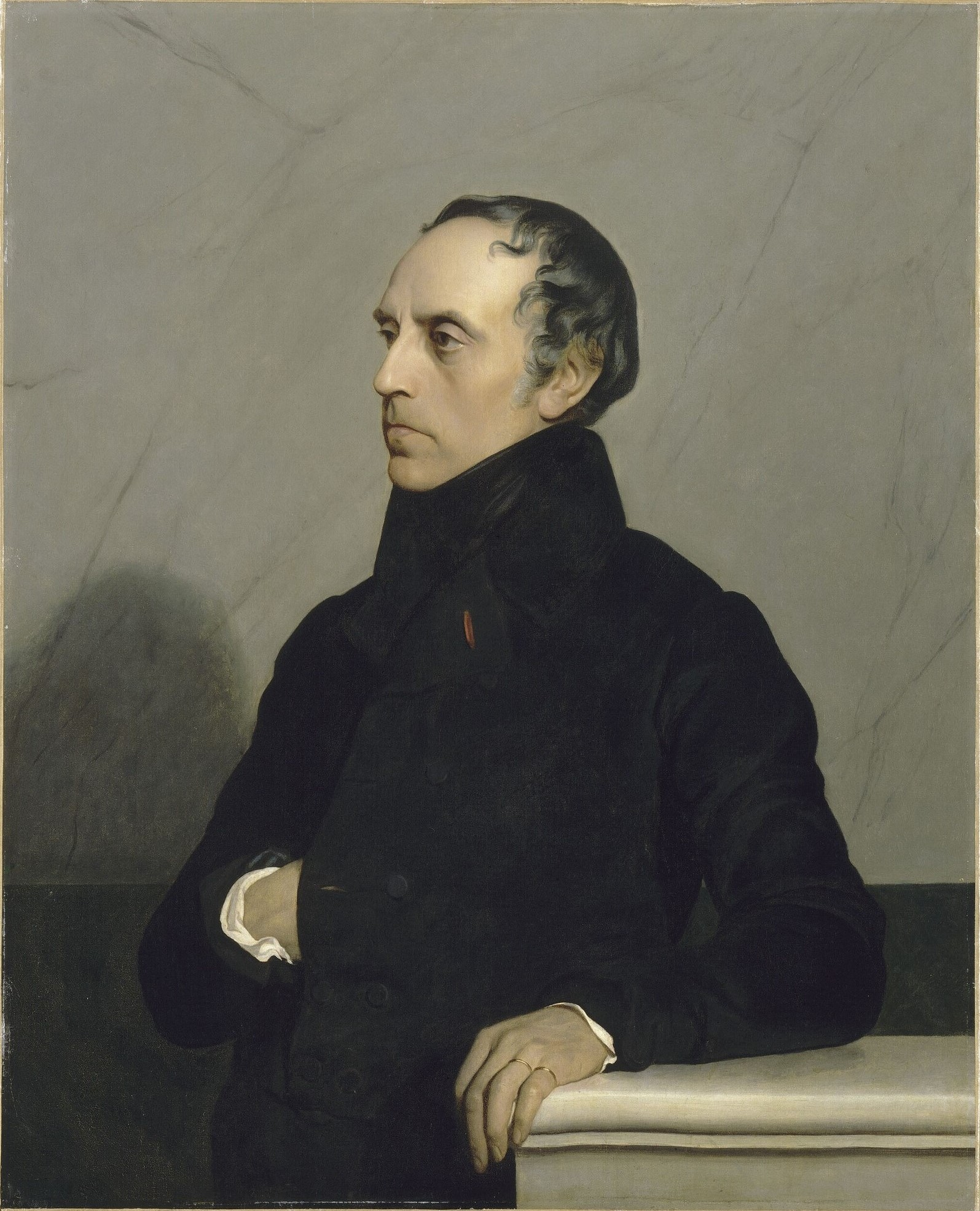
François Guizot

François Pierre Guilleaume Guizot (ur. 4 października 1787 w Nîmes, zm. 12 września 1874 w Saint-Ouen-le-Pin) – francuski historyk i polityk, autor Ustroju reprezentacyjnego (1816), premier Francji od 18 września 1847 do 24 lutego 1848.
Kalwinista, za Restauracji radca stanu, od 1820 profesor historii w Sorbonie, zwalczał reakcyjno-klerykalne dążenia rządu. Od 1830 deputowany, przez zredagowanie protestu przeciw ordonansom lipcowym dał powód do rewolucji. W latach 1832—1837 minister oświaty, zasłużył się na niwie szkolnictwa powszechnego. W 1836 został członkiem Akademii Francuskiej (zajmował fotel 40). Od 1839 poseł w Londynie, od 1840 minister spraw zagranicznych, od 1847 kierownik gabinetu. Wtedy to stał się bardzo niepopularny jako uosobienie najgorszych cech monarchii lipcowej. W 1840 odznaczony Krzyżem Wielkim Legii Honorowej. Po przewrocie 1848 opuścił kraj. W 1854 objął przewodnictwo Akademii Nauk Moralnych i Politycznych. W 1849 odznaczony Pour le Mérite za Naukę i Sztukę.
Historyk, wywarł wpływ znaczny na rozwój dziejopisarstwa francuskiego, zarówno przez popieranie wydawnictw źródeł, jak i dzieła oryginalne. Najważniejsze dzieła to „Cours d' histoire moderne” (1828—1830, 6 tomów), „Histoire de la civilisation en France” (1828—1830, 4 t.), „Histoire de la civiliztion d' Angleterre” (1828, 2 tomy, dzieło tzw. szkoły pragmatycznej), „Histoire de la république d’Angleterre et de Cromwell (1649-1658)” (1854, 2 tomy), „Corneille et son temps” (1852) i i. Wydał też „Mémoires”, obejmujące okres 1814—1848 (1858—1867, 8 tomów).
Był zwolennikiem systemu przedstawicielskiego ograniczonego cenzusem majątkowym. Związane jest z tym jego hasło – Bogaćcie się!